# 하루다역
하루다역(일본어: 原田駅)은 일본 후쿠오카현 지쿠시노시에 있는 규슈 여객철도의 역이다. 가고시마 본선을 소속선으로 해, 이 역을 종점으로 하는 지쿠호 본선(하루다 선)을 더해 2개 노선이 연계 운행한다.

## 역 구조 및 승강장
3면 5선의 승강장을 가지는 지상역으로, 단식 승강장 · 섬식 승강장의 복합형 3면 4선을 더해, 0번 승강장(지쿠 1번선)절결식 승강장으로 되어 있어, 0 · 1번 승강장은 역사로부터 과선교를 건너지 않고 이동한다.
역사는 역 구내 동쪽(하행 방향으로 향해서 왼쪽)에 설치되어 있다. 현재의 역사는 1999년에 새로 지어, 철근 콘크리트의 단층 건물, 맞이방을 겸해던 커뮤니티 홀을 병설해, 홀 부분은 지쿠시노시가 관리한다. 에스컬레이터나 엘리베이터 등은 설치되지 않았지만, 2009년 10월부터 엘리베이터 신설과 동시에 새로운 과선교를 만드는 것이지만, 2010년 6월에 준공. 다만, 새로운 과선교 2 · 4번 승강장 쪽에는 계단이 마련되지 않았다. 구내의 승강장은 최근 몇 년 더 높이 쌓아 올렸지만, 승강구 첨부의 동차가 발착하는 0번 승강장만 종래의 채로 남아있다. 가고시마 본선의 쾌속 · 준쾌속 정차 하는 것 외에, 하카타 방면으로부터 이 역으로 돌아오는 열차가 하루에 몇 개 설정되어 있다.
규슈 교통기획이 역 업무를 행하는 업무위탁역으로, 발권 창구가 설치되어 있다.
| 0     | ■ 하루다 선     |        | 게이센 방면                   |
| 1     | ■ 하루다 선     |        | 게이센 방면                   |
| 1     | ■ 가고시마 본선 | (하행) | 도스 · 구루메 · 오무타 방면   |
| 1     | ■ 가고시마 본선 | (상행) | 하카타 · 아카마 · 고쿠라 방면 |
| 2     | ■ 가고시마 본선 | (하행) | 도스 · 구루메 · 오무타 방면   |
| 3 · 4 | ■ 가고시마 본선 | (상행) | 하카타 · 아카마 · 고쿠라 방면 |

## 역 주변
위치적으로는 지쿠시노 시의 남단부에 해당한다. 역사의 앞에 교차로가 마련되어 있다. 이전은 역 앞은 상점도 적지 않아 폐산되고 있었지만, 최근 몇 년은 지쿠시노 시 남단부에 개발이 진행되고 있는 신흥 주택지의 확대에 의해, 역 앞도 주택지로서 개발이 진행되고 있다. 또한 역 자체도 주택지의 거점역으로서의 역할이 강하며, 쾌속 열차의 정차, 역 앞 교차로의 노선 버스의 연계 운행 개시 등 이용 촉진책이 실시되고 있다.
- 소프트뱅크 하루다 역 앞
- 슈로이 몰 지쿠시노
- 지쿠시노 경찰서
- 지쿠시 신사

## 역사
- 1889년 12월 11일 : 규슈 철도(초대)가 개업.
- 1907년 7월 1일 : 규슈 철도(초대)가 국유화되어, 제국철도청이 소관.
- 1929년 12월 7일 : 지쿠젠우치노 - 하루다 간 개통에 의해 지쿠호 본선 개통. 접속역이 된다.
- 1987년 4월 1일 : 일본국유철도 분할 민영화에 의해 규슈 여객철도가 승계.
- 1999년 3월 13일 : 역사 개축.
- 2009년
  - 2월 10일 : 발권 창구 설치.
  - 3월 1일 : IC카드 SUGOCA의 사용을 개시.

## 인접 역
| 가고시마 본선          | 가고시마 본선   | 가고시마 본선            |
| ---------------------- | --------------- | ------------------------ |
| 후쓰카이치 모지코 방면 | ■ 쾌속 · 준쾌속 | 기야마 아라오 방면       |
| 덴파이잔 모지코 방면   | ■ 보통          | 게야키다이 가고시마 방면 |